# Platanthera integra
Platanthera integra är en orkidéart som först beskrevs av Thomas Nuttall, och fick sitt nu gällande namn av Asa Gray och Lewis Caleb Beck. Platanthera integra ingår i släktet nattvioler, och familjen orkidéer. Inga underarter finns listade i Catalogue of Life.